# Paralomis medipacifica
Paralomis medipacifica is een tienpotigensoort uit de familie van de Lithodidae. De wetenschappelijke naam van de soort is voor het eerst geldig gepubliceerd in 1974 door Takeda.